# كونستانتين أوشاكوف
كونستانتين أوشاكوف (بالروسية: Ушаков, Константин Анатольевич)‏ (24 مارس 1970 في روسيا - ) هو لاعب كرة طائرة روسيا في مركز ممرر ‏. شارك في الألعاب الأولمبية الصيفية 1996 والألعاب الأولمبية الصيفية 2000 والألعاب الأولمبية الصيفية 1992 والألعاب الأولمبية الصيفية 2004.

## وصلات خارجية
- كونستانتين أوشاكوف على موقع الاتحاد الأوروبي (الإنجليزية)
- كونستانتين أوشاكوف على موقع عالم الكرة الطائرة (الإنجليزية)
- كونستانتين أوشاكوف على موقع دوري الدرجة الأولى الإيطالي للكرة الطائرة - رجال (الإيطالية)
- كونستانتين أوشاكوف على موقع أوليمبيديا (الإنجليزية)